# Isotria medeoloides
Isotria medeoloides är en orkidéart som först beskrevs av Frederick Traugott Pursh, och fick sitt nu gällande namn av Constantine Samuel Rafinesque. Isotria medeoloides ingår i släktet Isotria och familjen orkidéer. Inga underarter finns listade i Catalogue of Life.

## Bildgalleri

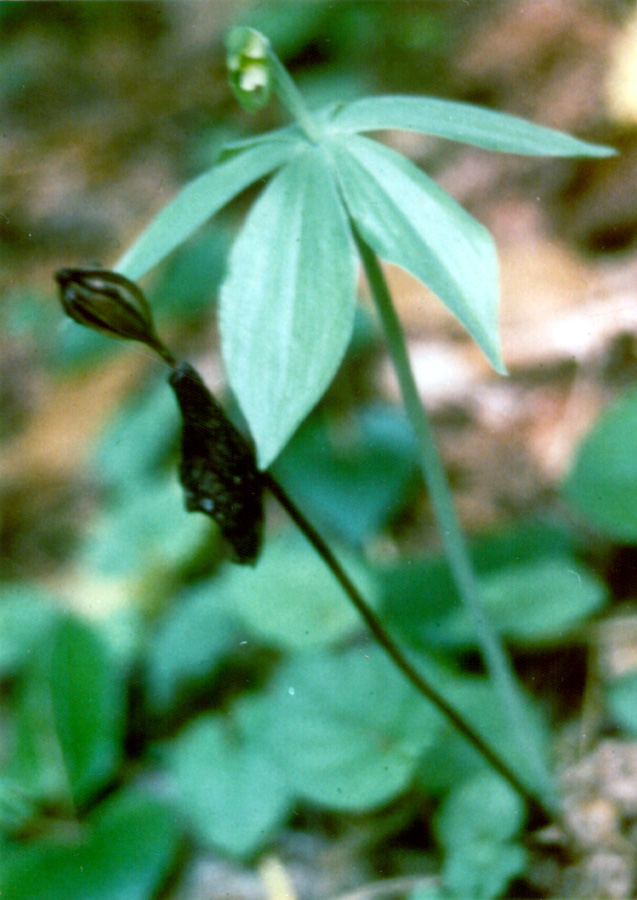
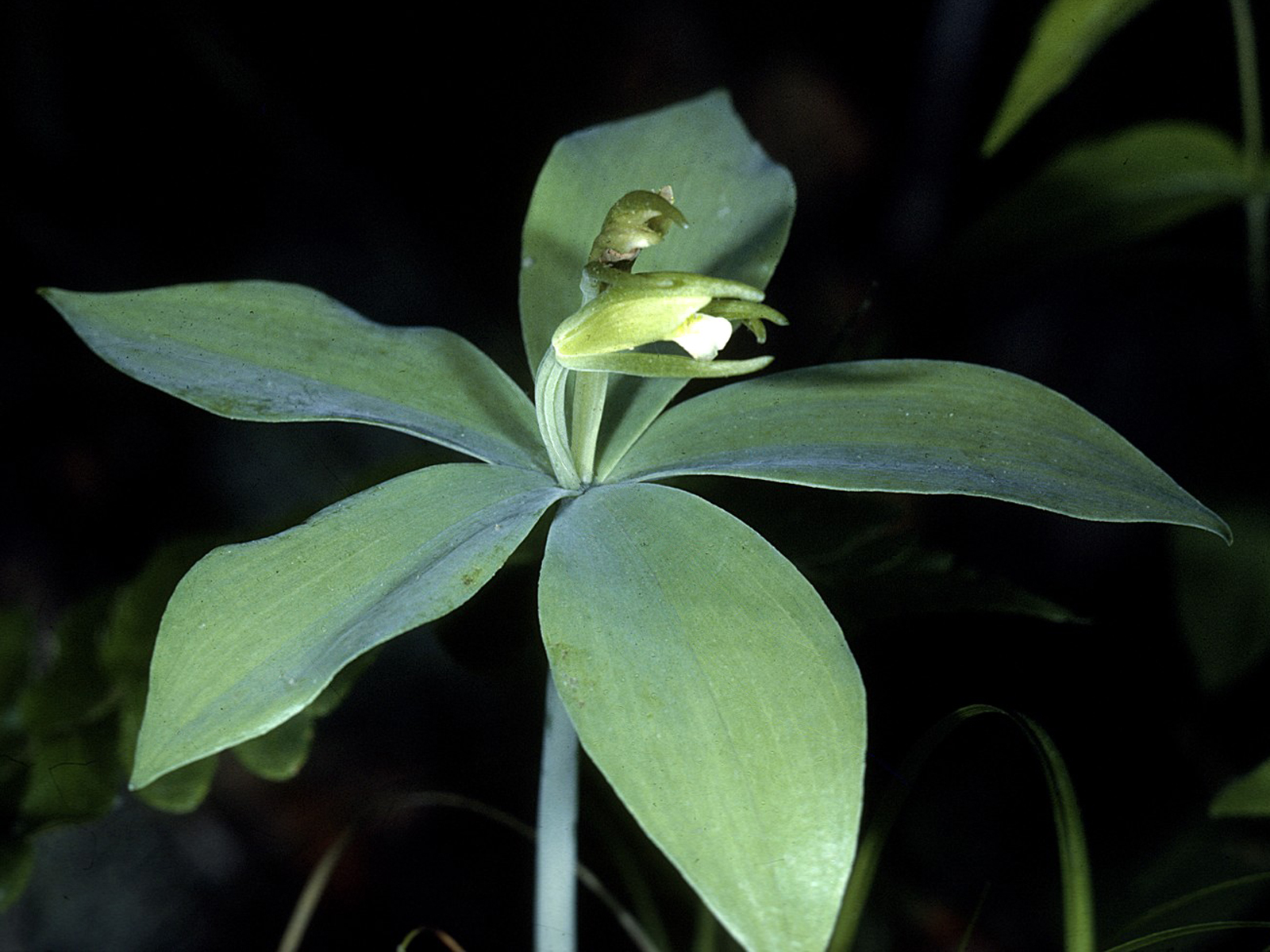